# تیلاکان
تیلاکان (انگلیسی: Thilakan؛ ۱۵ ژوئن ۱۹۳۵ – ۲۴ سپتامبر ۲۰۱۲) هنرپیشه اهل هند بود.
از فیلم‌ها یا برنامه‌های تلویزیونی که وی در آن نقش داشته‌است می‌توان به قفل زینتی، بستنی، هتل استاد، رابطه و تاچولی اشاره کرد.
وی همچنین برندهٔ جوایزی همچون جایزه ملی فیلم بهترین بازیگر نقش مکمل مرد شده‌است.